# Anders Anundsen
Anders Anundsen, född 17 november 1975 i Stavern i Vestfold, är en norsk advokat och politiker inom Fremskrittspartiet. Han var Stortingsledamot för Vestfold från 2005 till 2017 och justitieminister i Regeringen Solberg från 16 oktober 2013 till 20 december 2016. Anundsen valdes till Stortinget från Vestfold 2005 och omvaldes till Stortinget 2009. Han var suppleant i Stortinget under perioden 1997–2001. Han har tidigare varit ordförande för Fremskrittspartiets Ungdom (FPU).